# Entre Rios (Santa Catarina)
Entre Rios  este un oraș în Santa Catarina (SC), Brazilia.